# Basílica de la Virgen de los Milagros

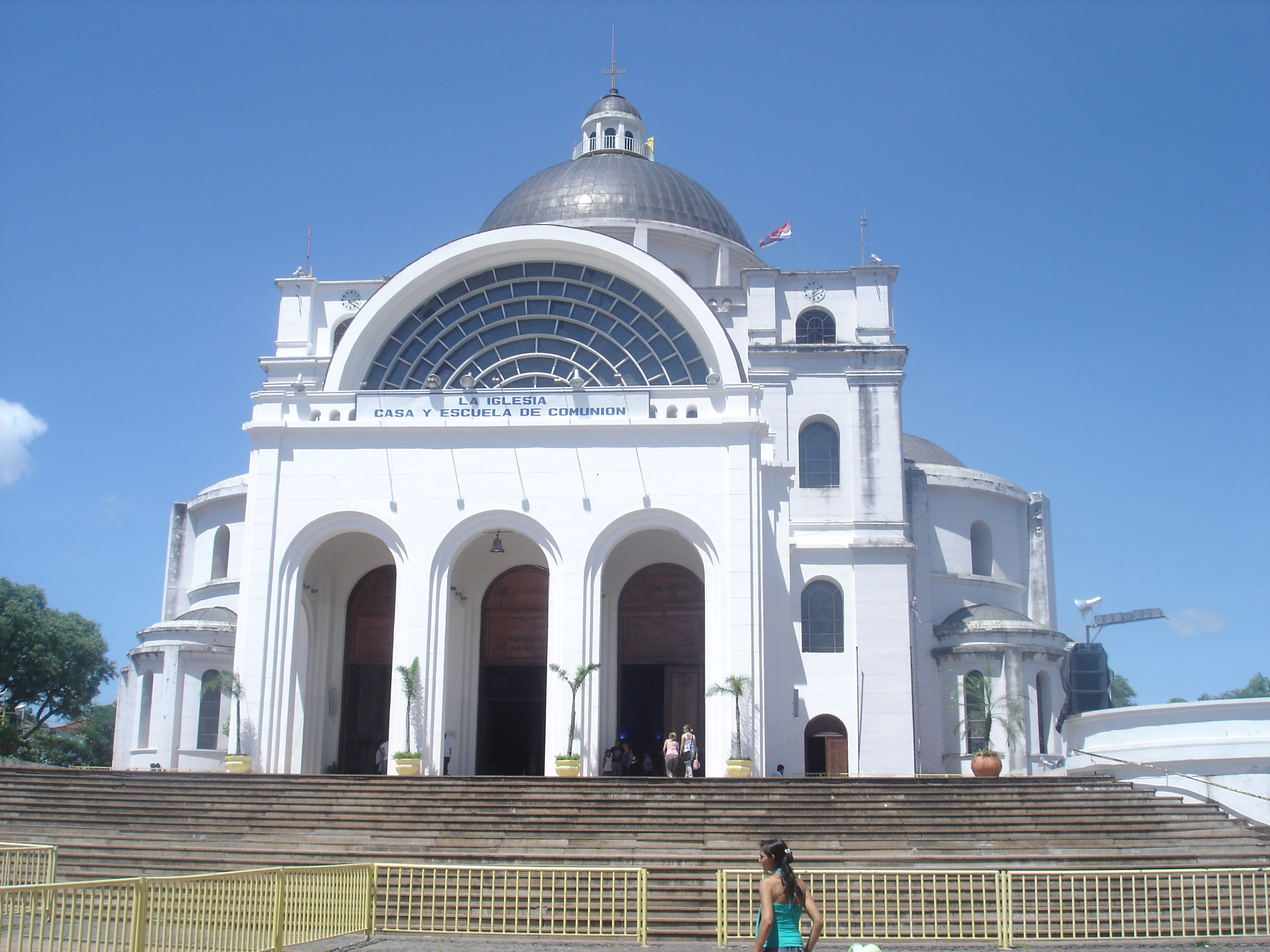
Außenansicht

Die Basílica de la Virgen de los Milagros (deutsch: Basilika Jungfrau der Wunder) ist die römisch-katholische Kathedrale von Caacupé in Paraguay und damit der Sitz des Bischofs des Bistums Caacupé. Sie trägt den Titel einer Basilica minor und eines katholischen Nationalheiligtums.

## Heiligtum
Um 1600 hatte der in Tobatí durch Franziskaner missionierte guaranísche Bildhauer Josef bei seiner Flucht vor heidnischen Verfolgern eines anderen Stammes eine Marienerscheinung und schnitzte als Dank für seine Errettung zwei Statuetten. Die eine für die Kirche von Tobatí in der Franziskanermission, die andere, 50 cm große, blau gewandete Marienstatue wird im Heiligtum der Jungfrau von Caacupé gezeigt, das am 8. Dezember 1765 eingeweiht wurde und sich zu einer bedeutenden Wallfahrtsstätte entwickelte. Der Anbetung an die Marienstatue wird unter anderem der Schutz vor Hochwassern zugesprochen. Caacupé gilt als die geistige Hauptstadt von Paraguay, weil es das größte Heiligtum im Land beherbergt. 1769 wurde eine erste Kapelle errichtet. Über die Jahrhunderte wurden wiederholt mindestens acht Um- und Neubauten zur stetigen Vergrößerung des Gebäudes vorgenommen.

## Bauwerk

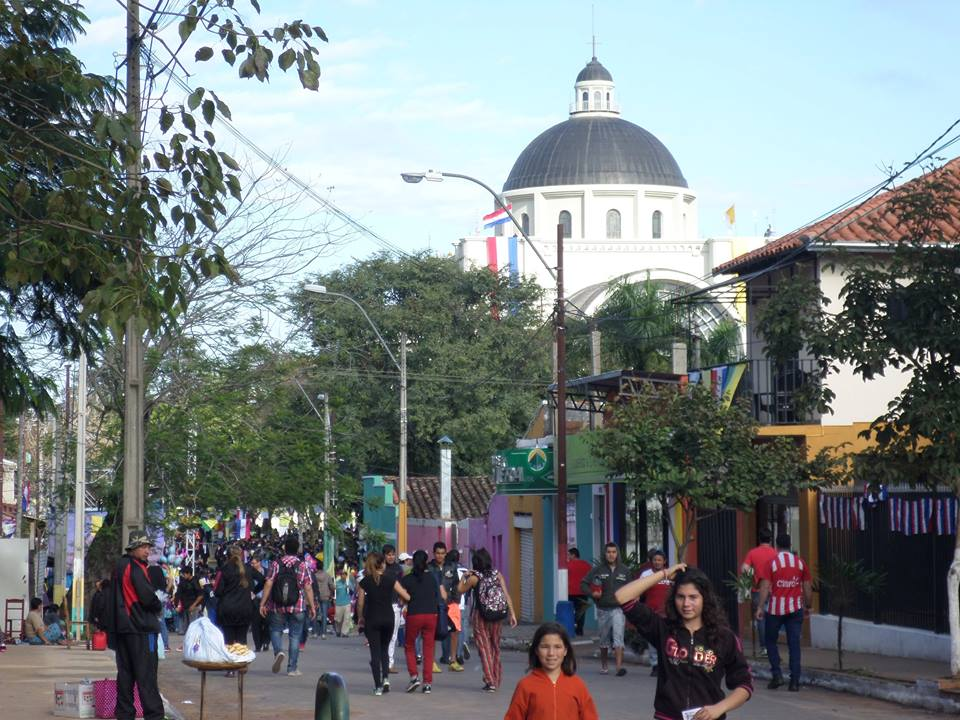
Basilica von Caacupé während des Papstbesuches 2015

Der heutige Zentralbau mit seiner großen Kuppel als größte Kirche des Landes wurde ab 1945 errichtet. Nach vielen Bauverzögerungen wurde die Marienstatue 1980 noch vor der endgültigen Fertigstellung der Kirche überführt, die erst in den folgenden Jahren erfolgte. Die Kirche wurde Kathedrale des 1967 von einer Apostolischen Präfektur erhobenen Bistums. Die Kathedrale wurde zweimal von Päpsten besucht. Im Mai 1988 erhielt sie dabei durch Papst Johannes Paul II. ihre Kirchweihe. Direkt vor dem Besuch durch Papst Franziskus im Juli 2015, bei der er eine Predigt hielt, hatte ihr dieser den Titel einer Basilica minor verliehen.
Hinter dem Altar steht die Statue von Unserer Lieben Frau von Caacupé, auf der Rechten eine von St. Josef mit dem Kind und auf der Linken eine Statue von Roque González de Santa Cruz, ein Jesuit, der 1988 als erster Paraguayer heiliggesprochen wurde.

## Wallfahrt
Alljährlich in der Woche um das Fest Mariä Empfängnis am 8. Dezember versammeln sich in und vor der Basilika täglich Hunderttausende von Christen aus allen Teilen Paraguays, aber auch aus den umliegenden Ländern. Die Pilger huldigen der wundertätigen Jungfrau Maria. Höhepunkt der Wallfahrt ist eine große Lichterprozession am Abend.